# Liste des circonscriptions électorales du Sussex de l'Est
 (août 2020).
Le comté cérémoniel du Sussex de l'Est (qui comprend l'autorité unitaire de
Brighton et Hove) est divisé en huit circonscriptions électorales, quatre borough constituencies et quatre county constituencies.

## Circonscriptions
- † Conservateur
- ‡ Labour
- ¤ Liberal Democrat
- ♣ Parti vert
- UKIP

| Circonscription       | Électeur | Majorité | Membre du Parlement | Membre du Parlement  | Opposition | Opposition      | Circonscriptions électorales, | Map |
| --------------------- | -------- | -------- | ------------------- | -------------------- | ---------- | --------------- | --- | --- |
| Bexhill and Battle    | 78 796   | 20 075   |                     | Huw Merriman†        |            | Geoffrey Bastin | Rother District Council: Battle Town, Central, Collington, Crowhurst, Darwell, Ewhurst and Sedlescombe, Kewhurst, Old Town, Rother Levels, Sackville, St Marks, St Michaels, St Stephens, Salehurst, Sidley, Ticehurst and Etchingham. Wealden District Council: Cross In Hand/Five Ashes, Heathfield East, Heathfield North and Central, Herstmonceux, Ninfield and Hooe with Wartling, Pevensey and Westham.                                                     |     |
| Brighton Kemptown     | 67 858   | 690      |                     | Simon Radford-Kirby† |            | Nancy Platts‡   | Brighton and Hove City Council: East Brighton, Moulsecoomb and Bevendean, Queen’s Park, Rottingdean Coastal, Woodingdean. Lewes District Council: East Saltdean and Telscombe Cliffs, Peacehaven East, Peacehaven North, Peacehaven West. |     |
| Brighton, Pavilion BC | 76 557   | 7 967    |                     | Caroline Lucas♣      |            | Purna Sen‡      | Brighton and Hove City Council: Hanover and Elm Grove, Hollingbury and Stanmer, Patcham, Preston Park, Regency, St Peter’s and North Laine, Withdean. |     |
| Eastbourne            | 78 262   | 733      |                     | Caroline Ansell†     |            | Stephen Lloyd¤  | Eastbourne Borough Council: Devonshire, Hampden Park, Langney, Meads, Old Town, Ratton, St Anthony’s, Sovereign, Upperton; Wealden District Council: Willingdon |     |
| Hastings and Rye CC   | 75 095   | 4 796    |                     | Amber Rudd†          |            | Sarah Owen‡     | Hastings Borough Council: Ashdown, Baird, Braybrooke, Castle, Central St Leonards, Conquest, Gensing, Hollington, Maze Hill, Old Hastings, Ore, St Helens, Silverhill, Tressell, West St Leonards, Wishing Tree. Rother District Council: Brede Valley, Eastern Rother, Marsham, Rye. |     |
| Hove BC               | 73 505   | 1 236    |                     | Peter Kyle‡          |            | Graham Cox†     | Brighton and Hove City Council: Brunswick and Adelaide, Central Hove, Goldsmid, Hangleton and Knoll, North Portslade, South Portslade, Stanford, Westbourne, Wish. |     |
| Lewes CC              | 69 481   | 1 083    |                     | Maria Caulfield†     |            | Norman Baker¤   | Lewes District Council: Barcombe and Hamsey, Chailey and Wivelsfield, Ditchling and Westmeston, Kingston, Lewes Bridge, Lewes Castle, Lewes Priory, Newhaven Denton and Meeching, Newhaven Valley, Newick, Ouse Valley and Ringmer, Plumpton, Streat, East Chiltington and St John (Without), Seaford Central, Seaford East, Seaford North, Seaford South, Seaford West. Wealden District Council: Alfriston, East Dean, Polegate North, Polegate South.           |     |
| Wealden               | 80 236   | 22 967   |                     | Nusrat Ghani†        |            | Peter Griffiths | Wealden District Council: Buxted and Maresfield, Chiddingly and East Hoathly, Crowborough East, Crowborough Jarvis Brook, Crowborough North, Crowborough St. Johns, Crowborough West, Danehill/Fletching/Nutley, Forest Row, Framfield, Frant/Withyham, Hailsham Central and North, Hailsham East, Hailsham South and West, Hartfield, Hellingly, Horam, Mayfield, Rotherfield, Uckfield Central, Uckfield New Town, Uckfield North, Uckfield Ridgewood, Wadhurst. |     |

## Changements de limites
| Name | Pre-2010 Limites                            | Post-2010 Limites |
| --- | ------------------------------------------- | ----------------- |
| 1. Bexhill and Battle CC 2. Brighton, Kemptown BC 3. Brighton, Pavilion BC 4. Eastbourne 5. Hastings and Rye CC 6. Hove BC 7. Lewes CC 8. Wealden | Parliamentary constituencies in East Sussex | Proposed Revision |

Les propositions actuelles de la commission sont de conserver ces huit circonscriptions, avec des changements pour réaligner les limites des circonscriptions avec les limites des quartiers actuels de l'administration locale, et de réduire la disparité entre les circonscriptions électorales. Ces changements seront mis en œuvre au Royaume-Uni pour les élections générales de 2010.

## Résultats
| 2005 | 2010 | 2015 |  |
| ---- | ---- | ---- |  |
|      |      |      |  |

### Party breakdown
| Année | Parti conservateur | Parti vert | Labour Party | Liberal Democrats | Total |
| ----- | ------------------ | ---------- | ------------ | ----------------- | ----- |
| 2015  | 6 (74 %)           | 1 (13 %)   | 1 (13 %)     | 0 (0 %)           | 8     |
| 2010  | 5 (63 %)           | 1 (13 %)   | 0 (0 %)      | 2 (25 %)          | 8     |
| 2005  | 3 (38 %)           | 0 (0 %)    | 4 (50 %)     | 1 (13 %)          | 8     |